# Mount Morton
Mount Morton ist ein 1350 m hoher Berg an der Danco-Küste des Grahamlands auf der Antarktischen Halbinsel. Er ragt zwischen dem Blériot- und dem Cayley-Gletscher auf.
Luftaufnahmen, die bei der Falkland Islands and Dependencies Aerial Survey Expedition (1956–1957) entstanden, dienten dem Falkland Islands Dependencies Survey der Kartierung. Das UK Antarctic Place-Names Committee benannte den Berg im Jahr 1960 nach dem US-amerikanischen Luftfahrtpionier Grant Morton (1857–unbekannt), dem laut einiger Quellen zugesprochen wird, 1911 als erster Mensch und noch vor Albert Berry einen Fallschirmsprung aus einem Flugzeug gewagt zu haben.